# Allocation de maternité
L'allocation de maternité est l'allocation donnée en compensation ou en complément du salaire des parents, en raison des dépenses liées à la maternité. Son montant est habituellement fixé comme un pourcentage du salaire.
La Convention sur l'élimination de toutes les formes de discrimination à l'égard des femmes garantit le droit à l'allocation de maternité ou à la prestation sociale comparable comme droit au travail. La Charte sociale européenne garantit la protection et l'allocation de maternité. 
Au moins cinq pays n'offrent aucune allocation de maternité: les États-Unis, le Lesotho, le Liberia, le Swaziland et la Papouasie-Nouvelle-Guinée.